# Jenisch (Familie)

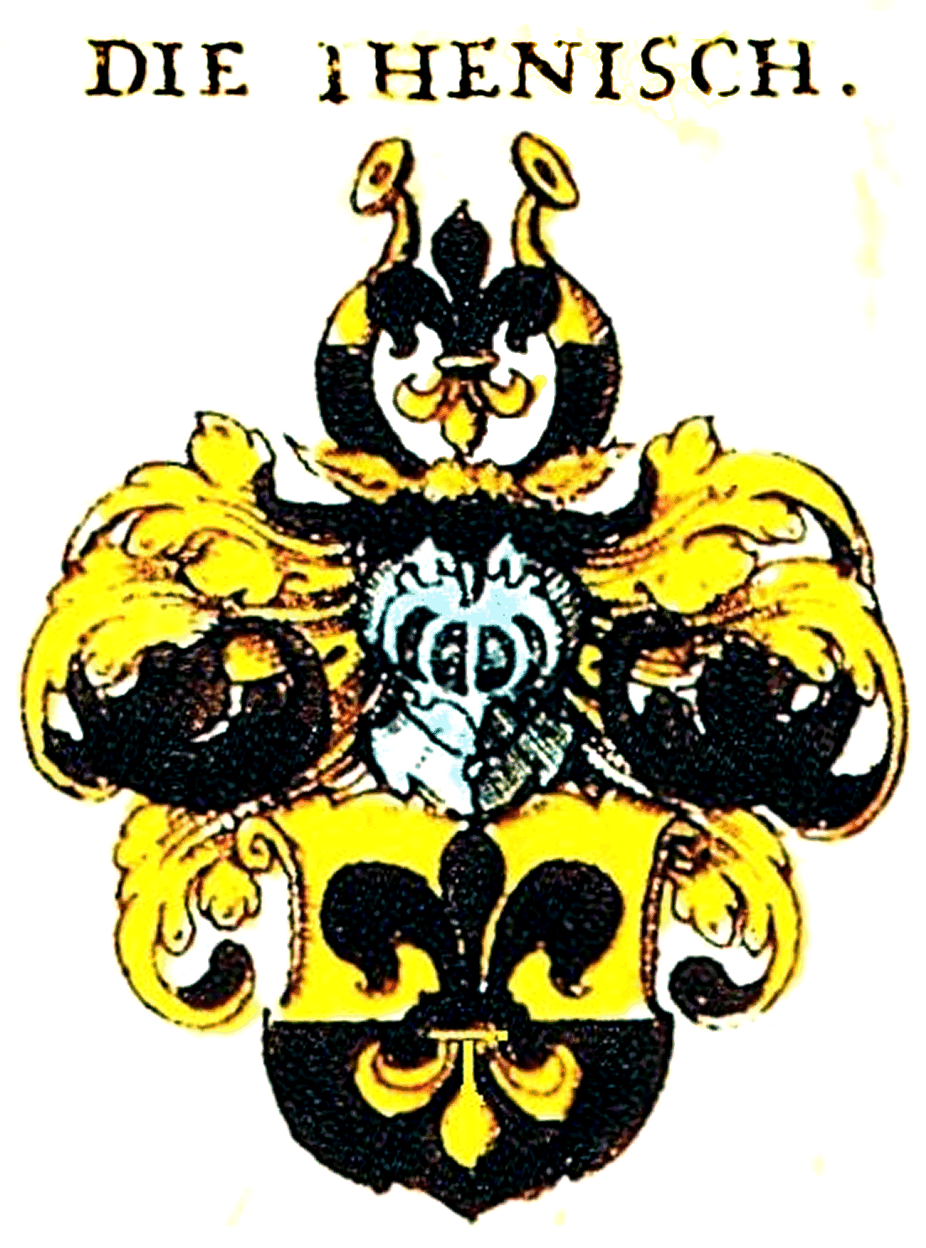
Stammwappen der Jenisch in Siebmachers Wappenbuch von 1605, Abteilung Augspurgische Erbare Geschlechter, entsprechend dem Wappenbrief von 1503, nur das dort ein Stechhelm erwähnt wird, wohin in den Adelsbriefen von 1621 bzw. 1629 der Bügelhelm sowie die Helmkrone -nicht wie hier eine goldene Rinderstirn mit Ohren- dokumentiert sind

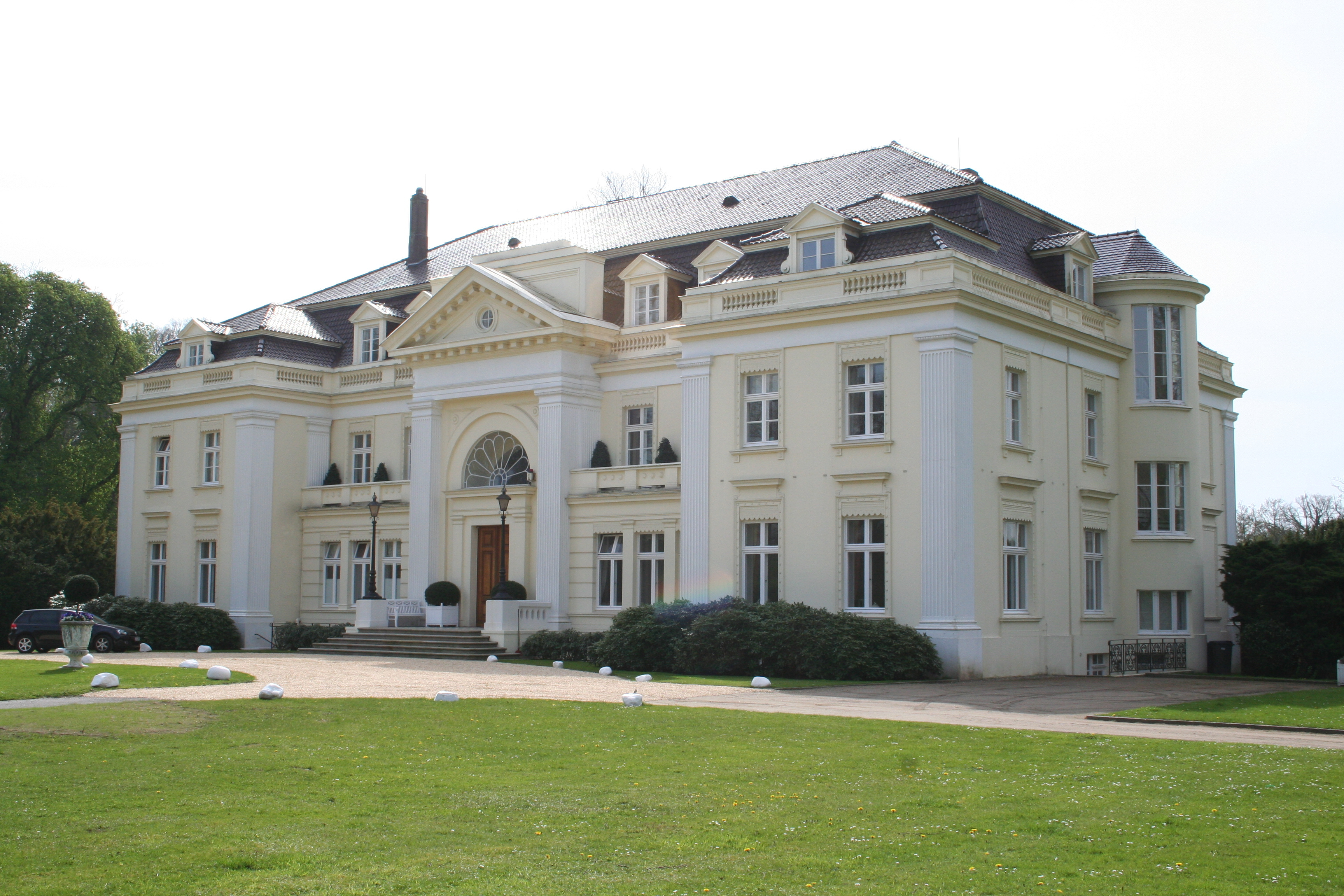
Herrenhaus Blumendorf, Holstein

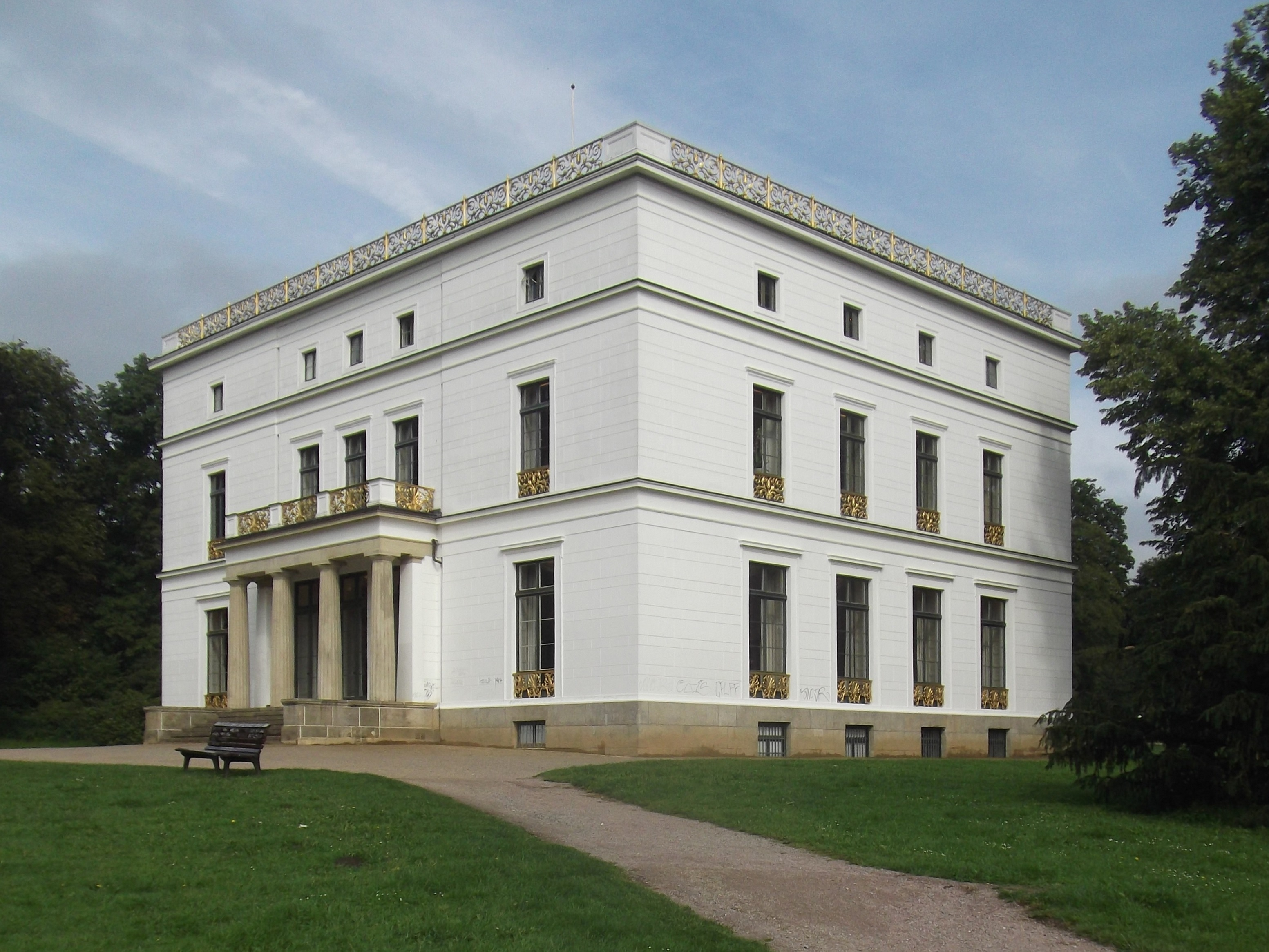
Jenisch-Haus im Jenisch-Park

Jenisch ist der Name einer weit verbreiteten Kaufmannsfamilie, deren Zweige im 16. und 17. Jahrhundert in Augsburg, Kempten und Memmingen sowie vom 18. bis 20. Jahrhundert in Hamburg großen Einfluss hatten.

## Geschichte
Der Name Jenisch ist erstmals Mitte des 14. Jahrhunderts in Augsburg nachweisbar (Bartolomäus Jenisch, geb. 1349). In Kempten bekleideten Vertreter eines älteren Zweiges der Familie über mehrere Generationen in der Zeit von 1646 bis 1763 das Amt des Bürgermeisters. Joachim Jenisch (1505–1575) war Bürgermeister von Augsburg. Paul Jenisch (1558–1647) war Mitglied der Kaufleutestube und evangelischer Kirchenprobst. In Stuttgart ernannte man ihn zum Hofmusiker. Am 24. April 1621 erhob Kaiser Ferdinand II. ihn und seinen Bruder Abraham Jenisch in den Reichsadelsstand. Der Enkel von Zimpert, Paul Jenisch (1579–1649) wurde 1608 Lizenziat in Augsburg und darauf bis 1629 in Österreich Amtsarzt. Am 5. Juni 1618 nahm ihn Kaiser Matthias in die Ritterschaft des Königreichs Ungarn auf. Zuletzt wirkte er in Augsburg als Dekan des medizinischen Kollegiums.
Der Bruder von Paul, Zimbert Jenisch (1587–1645), wanderte nach Hamburg aus, heiratete dort eine Tochter der Kaufmannsfamilie Amsinck und erschloss sich so den Zugang in hanseatische Kreise. Jenisch erhielt 1618 das Bürgerrecht der Stadt Hamburg und gründete zusammen mit Verwandten die Firma Paulus Pütz & Zimbrecht Jenisch, welche schon bald zwischen Weißem Meer und Mittelmeer große Erfolge im Import-Export erzielen konnte. 1629 wurde er in den Reichsadelsstand erhoben, führte aber gemäß Hamburger Übung den Adelstitel nicht (vgl. Hanseaten und Adel). Die Nachkommen schlossen Ehebündnisse mit allen einflussreichen Hamburger Kaufmannsfamilien und stellten wiederholt Mitglieder des Senats (Paul Jenisch (1680–1745), Emanuel Jenisch (1725–1783), Martin Johann Jenisch der Ältere, Martin Johann Jenisch der Jüngere).
Aus dem Kemptener Zweig wurden am 24. Oktober 1746 die Brüder Johann Jacob, Wolfgang Jacob und Matthias von Jenisch in den erblichen Reichsritterstand als Ritter von Jenisch Edle von Lauberzell erhoben. Der Enkel von Johann Jacob, der Großhändler und königlich-bayerische Rat Johann Jacob von Jenisch Edler von Lauberzell (* 1747) erhielt die Eintragung in die Adelsmatrikel des Königreiches Bayern. In den preußischen Adels- und Freiherrnstand wurde 1906 Martin Rücker Jenisch erhoben, der 1881 von seiner Großtante Fanny Jenisch zum Erben des 1827 erworbenen „Martin Johan Jenisch'schen Fideikommiss“ eingesetzt worden war, zu dem die Güter Blumendorf und Fresenburg (bei Bad Oldesloe) und das Mustergut Flottbek gehörten. Der jeweilige Fideikommissherr war berechtigt zur Führung des Freiherrntitels, die übrigen Familienmitglieder führten nur das Adelsprädikat „von Jenisch“. Die Güter Blumendorf und Fresenburg befinden sich noch im Besitz der Familie.

## Adelserhebungen
- Ritterschaft des Königreichs Ungarn am 5. Juni 1618
- Reichsadelsstand am 24. April 1621
- Reichsritterstand am 24. Oktober 1746
- Eintragung in die Adelsmatrikel des Königreiches Bayern 1808
- preußischer Adels- und Freiherrenstand am 27. Januar 1906

## Wappen
- Laut kaiserlichem Wappenbrief Antwerpen 18. Februar 1503: In von Gold und Schwarz geteiltem Schild eine Lilie verwechselter Farbe; auf dem Stechhelm mit schwarz-goldenen Decken die Lilie zwischen zwei von Gold und Schwarz geteilten Büffelhörnern.
- Wappen 1629 (Hamburger Linie) bzw. 1621 (Württemberger Linie): Gleich wie 1503, jedoch mit Bügelhelm und Helmkrone.
- Wappenvermehrung von 1746 für die in den erblichen Reichsritterstand erhobenen Ritter von Jenisch, Edle von Lauberzell: Im gevierten Schild in 1 und 4 im gold-schwarz geteilten Feld eine schwarz-gold gespiegelte Lilie, in 2 und 3 ein weißes Schwert in rotem Feld (Stammwappen der Hainzl). 3 und 4 gespalten durch eine eingebogene blaue Spitze mit einem aus roten Flammen wachsenden silbernem Phönix. Auf den gekrönten Helmen mit rechts schwarz-goldenen, links rot-weißen Decken auf dem rechten Helm zwischen einem gold-schwarzen übereckgeteilten Flug eine schwarz-gold gespiegelte Lilie, auf dem linken Helm zwischen einem rot-weißen übereckgeteilten Flug ein goldenes Horn mit roter Schnur.
- Wappen Jenisch des Mannesstammes Rücker (1906): Im gevierten Schild in 1 und 4 im gold-schwarz geteilten Feld eine schwarz-gold gespiegelte Lilie, in 2 und 3 ein weißes Schwert in rotem Feld. Auf dem gekrönten Helm mit rechts schwarz-goldenen, links rot-weißen Decken zwischen einem rechts rot-weißen, links gold-schwarzen Flug eine schwarz-gold gespiegelte Lilie.

Historische Wappenbilder

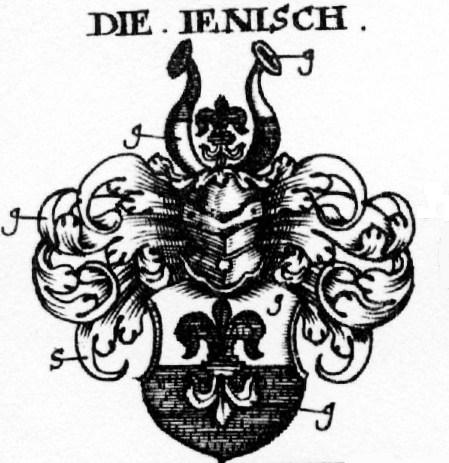
Stammwappen der Jenisch in Siebmachers Wappenbuch, Abteilung Memmingische Adeliche Geschlecht- und Gesellschaffter
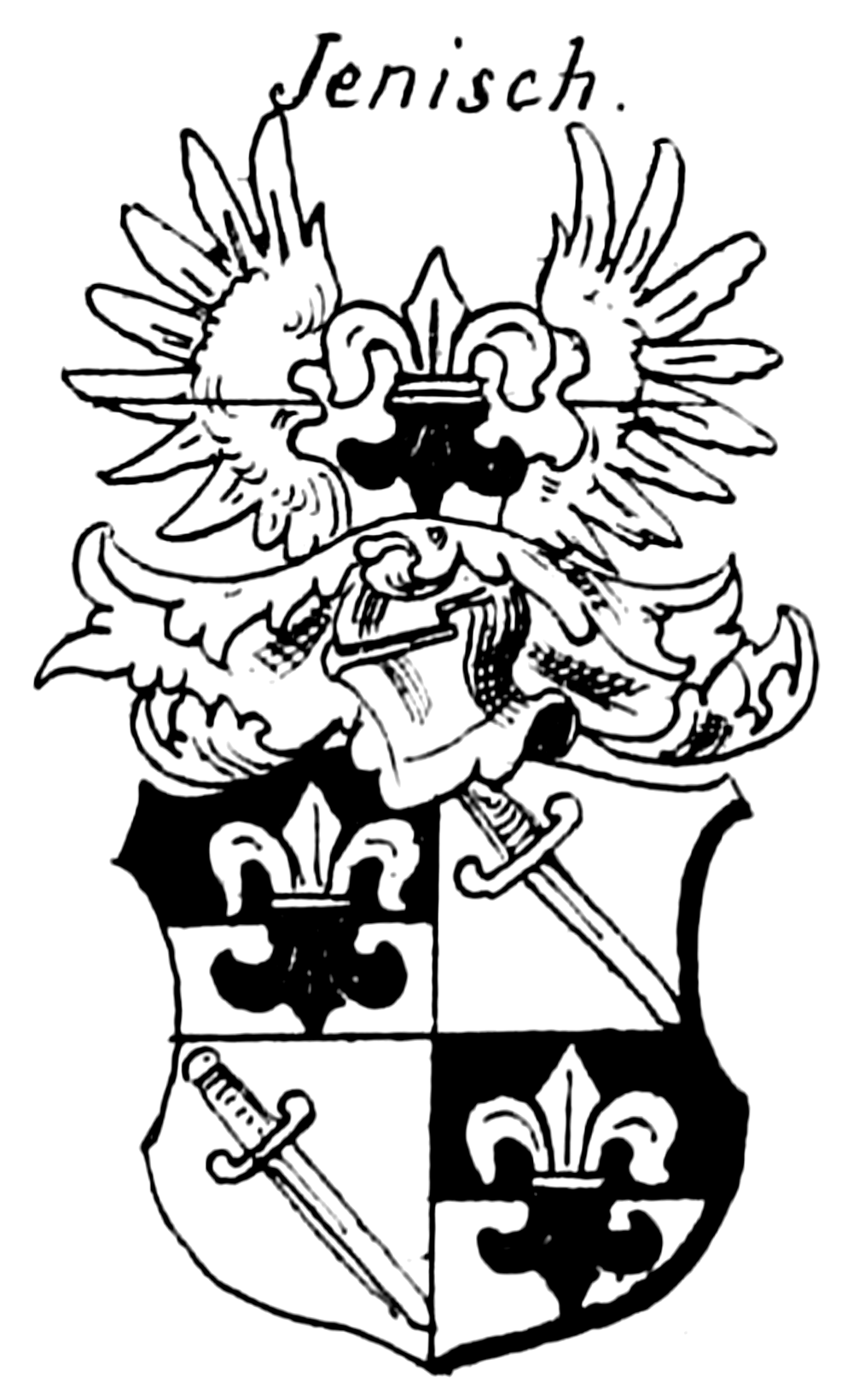
Wappen in Siebmachers Wappenbüchern, bürgerliche
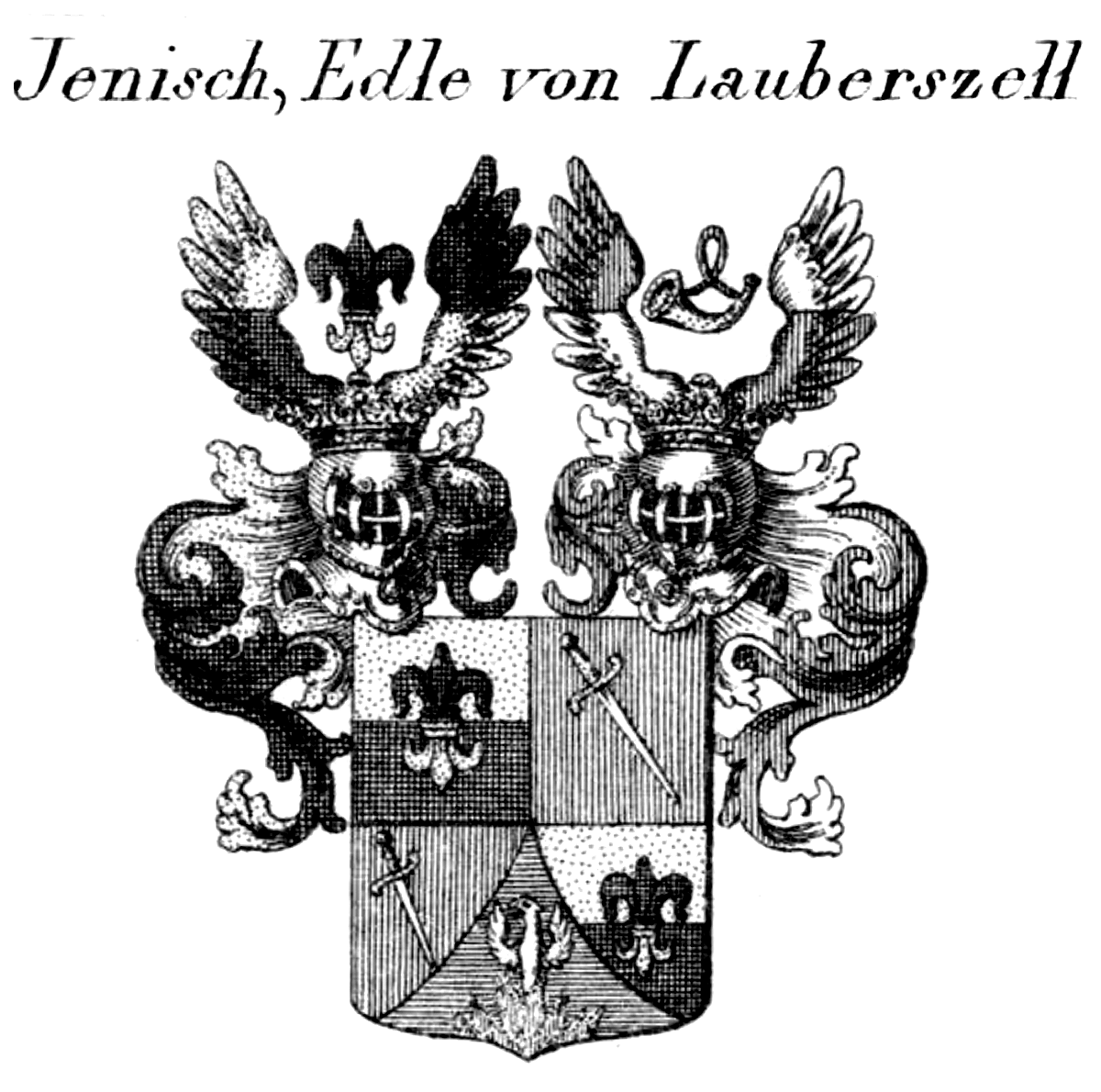
Ritter von Jenisch, Edle von Lauberszell, 1746
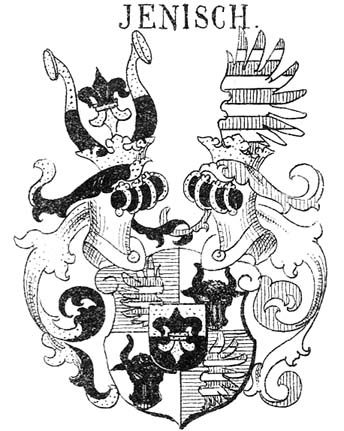
Wappen 1790 für Bernard Jenisch
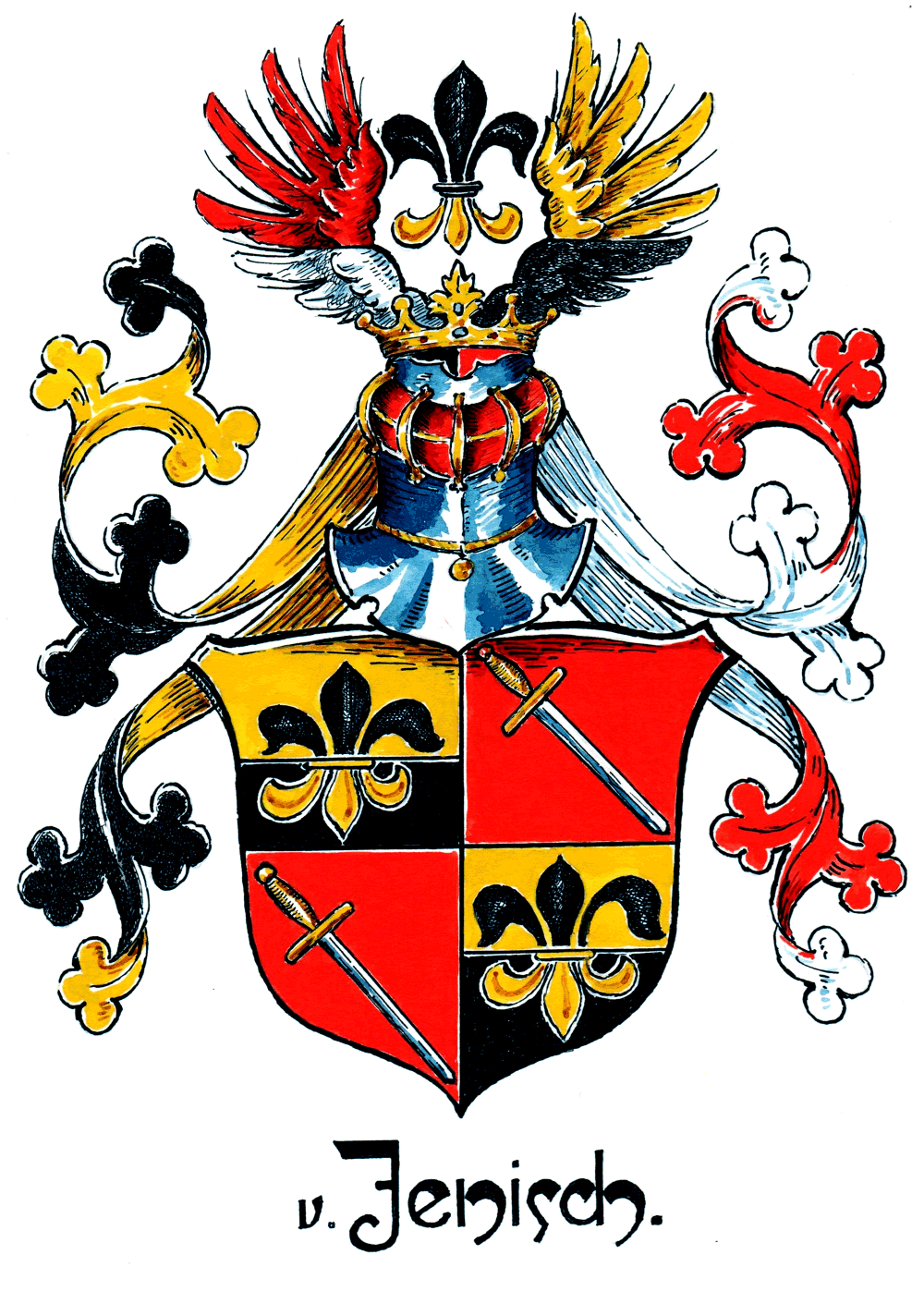
Wappen Jenisch des Mannesstammes Rücker

## Bekannte Familienmitglieder
- Emilie Jenisch (1828–1899), deutsche Stifterin
- Margaretha Elisabeth Jenisch (1763–1832), deutsche Pädagogin und Philanthropin

- Martin Johann Jenisch (Kaufmann, 1760) (1760–1827), deutscher Kaufmann und Hamburger Senator
- Martin Johann Jenisch (Kaufmann, 1793) (1793–1857), Hamburger Senator
- Martin Rücker von Jenisch (1861–1924), deutscher Diplomat
- Paul Jenisch (1558–1647), deutscher Geistlicher und Musiker
- Zimbert Jenisch (1587–1645), deutscher Kürschner und Kaufmann